# Sainte-Marie-la-Blanche
Sainte-Marie-la-Blanche is een gemeente in het Franse departement Côte-d'Or (regio Bourgogne-Franche-Comté) en telt 672 inwoners (1999). De plaats maakt deel uit van het arrondissement Beaune.

## Geografie
De oppervlakte van Sainte-Marie-la-Blanche bedraagt 6,8 km², de bevolkingsdichtheid is 98,8 inwoners per km².
De onderstaande kaart toont de ligging van Sainte-Marie-la-Blanche met de belangrijkste infrastructuur en aangrenzende gemeenten.

## Demografie
Onderstaande figuur toont het verloop van het inwonertal (bron: INSEE-tellingen).